# Loubí (architektura)

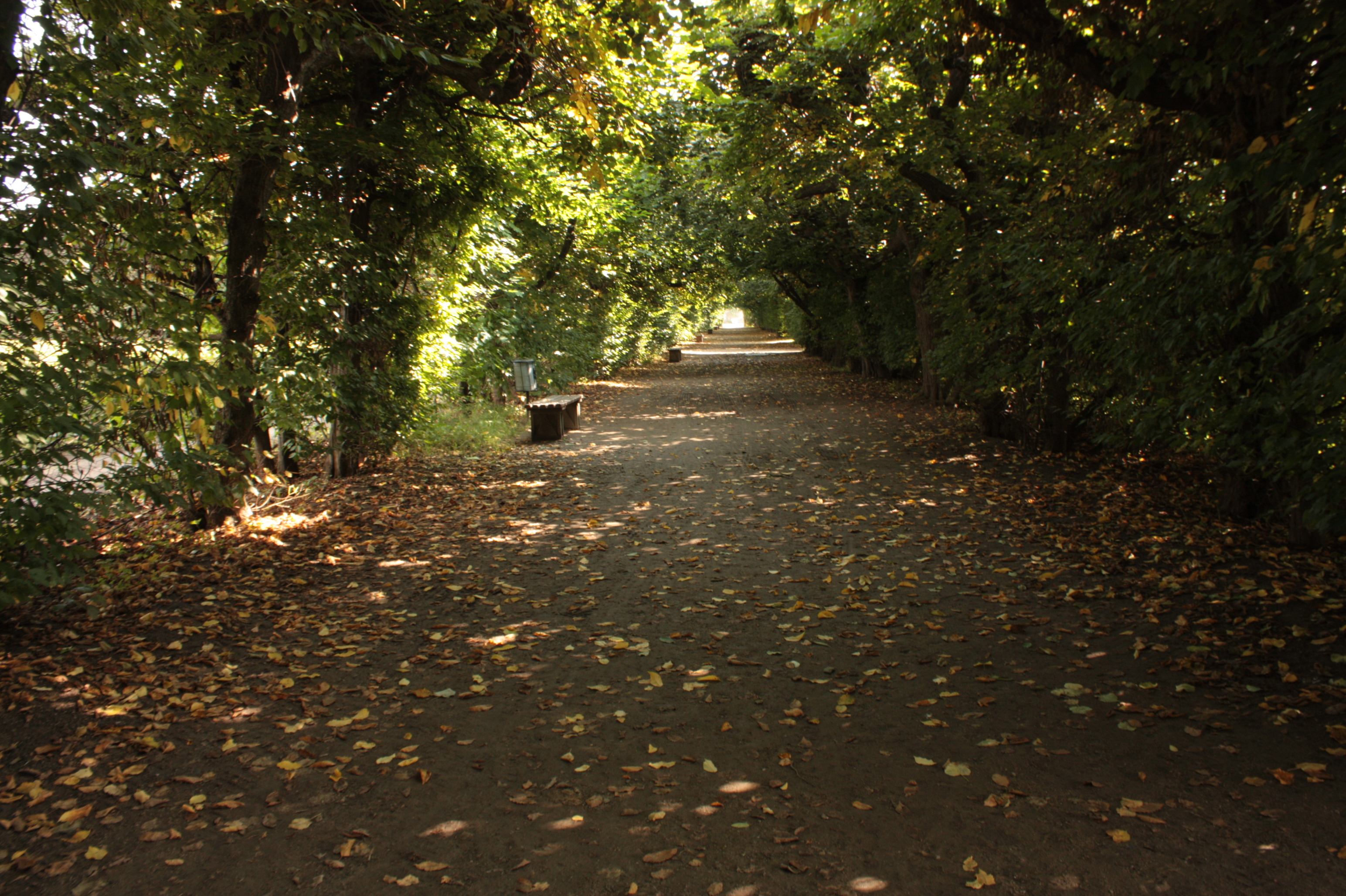
Loubí v Květné zahradě

Loubí je název pro prvek zahradní architektury používaný při sadovnické tvorbě. Loubí je konstrukce, obvykle nad cestou, popnutá nebo tvořená rostlinami, rostliny jsou vedeny ze stran a kryjí prostor loubí nahoře, tvoří strop. Mohou popínat i některé strany, ale nejméně jedna strana loubí je volná. Loubí přirozeně, i bez konstrukce může vytvářet klenba stromoví nebo vysokých keřů vysazených se záměrem vytvořit loubí, nebo i vysazených zcela nahodile, či nacházejících se v přírodě. 

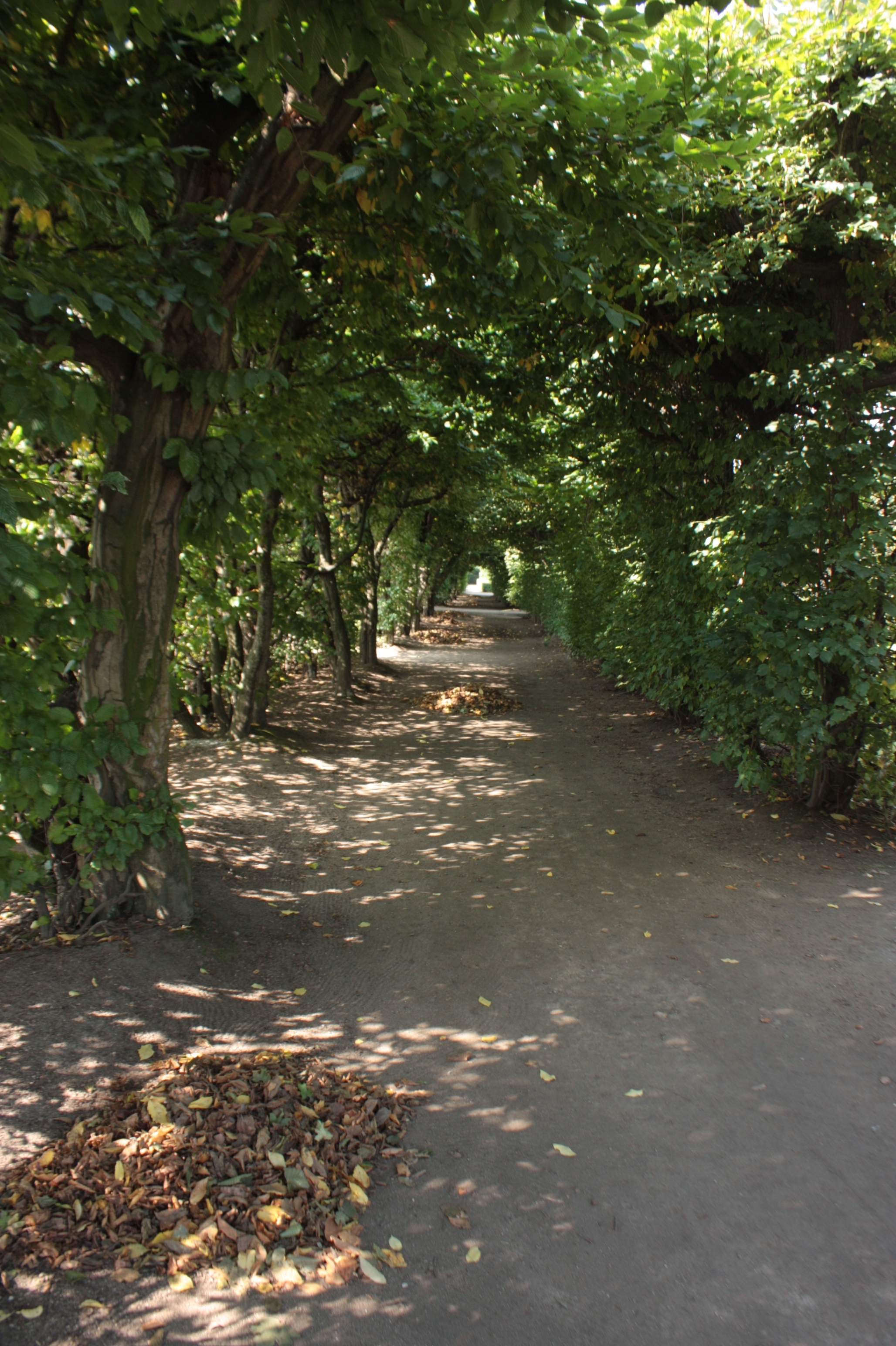
Květná zahrada, loubí

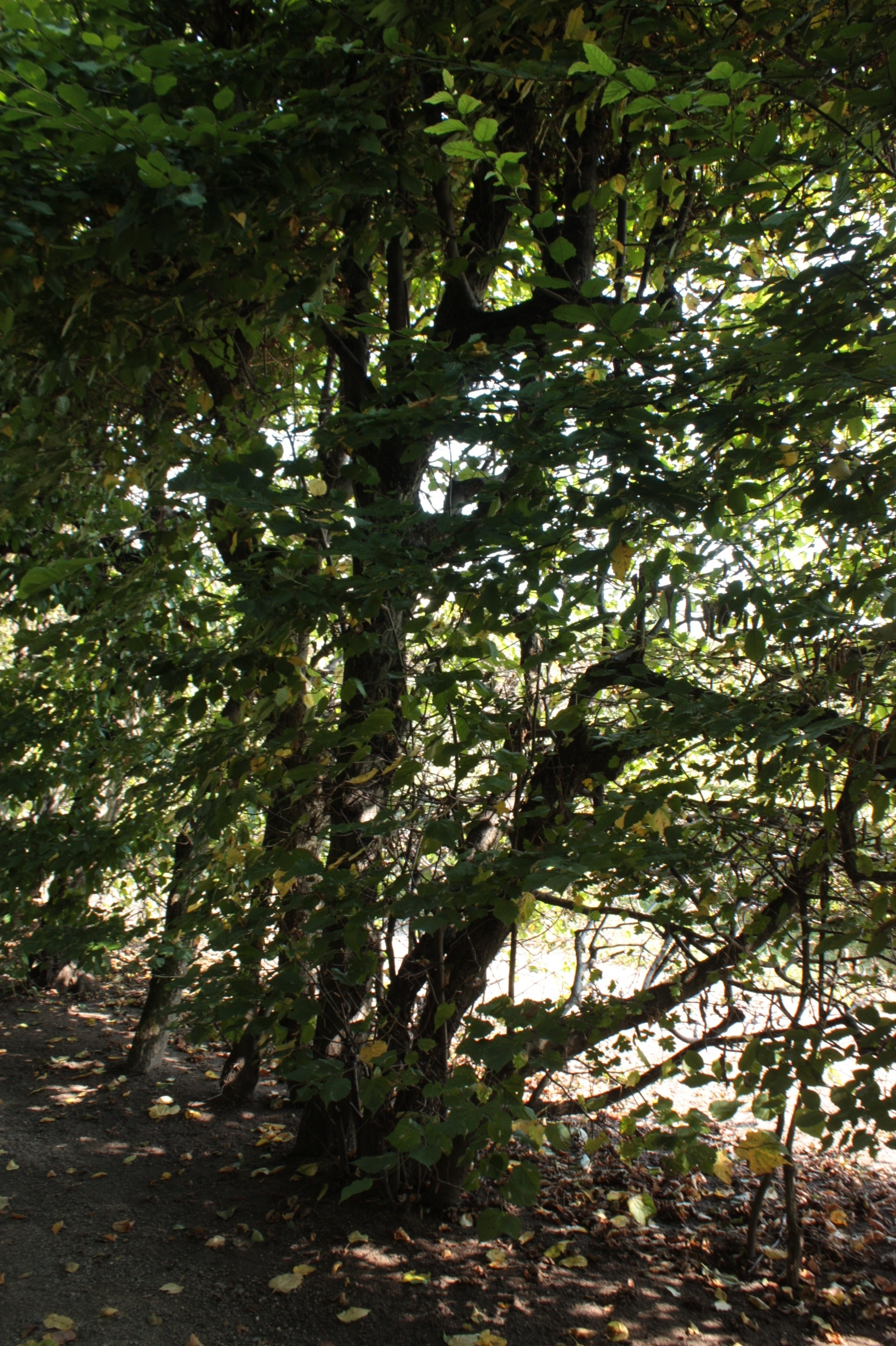
Strany loubí mohou být udržovány jako více či méně průhledné

Loubí v italských zahradách tvořilo dlouhé kryté uličky, Keře či udržované stromy mohly být vedeny po kovové konstrukci nebo bez konstrukce, jako je tomu u loubí v Květné zahradě. To je v podstatě tvořeno vysokými živými ploty, jenž se nad cestou spojují.
Loubí bývá ztotožňováno také s trelážemi a  pergolou, od které se poněkud liší, a také s lodžií, která je výhradně stavebním prvkem kde nejsou rostliny součástí konstrukce. Stavebním prvkem je rovněž podloubí.   
Loubí je konstrukce umístěná u budovy nebo i zcela osamoceně nebo jako prvek umožňující průchod z jedné části prostoru do jiné, či dovolující nerušené a zcela soukromé jednání. Loubí je z některé strany, nebo více stran otevřeno do zahrady, stěna či stěny jsou volné a dá se loubím projít. Také se do loubí dá umístit zahradní nábytek a loubí tak funguje jako zahradní altán.